# The Future of Art
The Future of Art ist ein Dokumentarfilm von Erik Niedling und Ingo Niermann. Die Uraufführung fand am 10. November 2010 in Berlin statt.

## Inhalt
Der Künstler Erik Niedling und der Schriftsteller Ingo Niermann unternehmen eine Reise zu verschiedenen Künstlern, Galeristen, Sammlern und Museumsdirektoren. Gefilmt wurde vor allem in Berlin, Hamburg, Frankfurt am Main und New York.
Zu den Interviewten gehören (in chronologischer Reihenfolge) Olafur Eliasson, Gabriel Loebell, Philomene Magers, Harald Falckenberg, Antje Majewski, Damien Hirst, Gregor Jansen, Hans-Ulrich Obrist, Thomas Olbricht, Marina Abramović (sie wird nicht interviewt, sondern bei ihrer Performance „The Artist Is Present“ im MoMA gezeigt), Olaf Breuning, Terence Koh, Genesis P-Orridge, Friedrich Petzel, Boris Groys, Tobias Rehberger, Thomas Bayrle sowie Hans Georg Wagner, der Burgherr der Veste Wachsenburg in Thüringen.

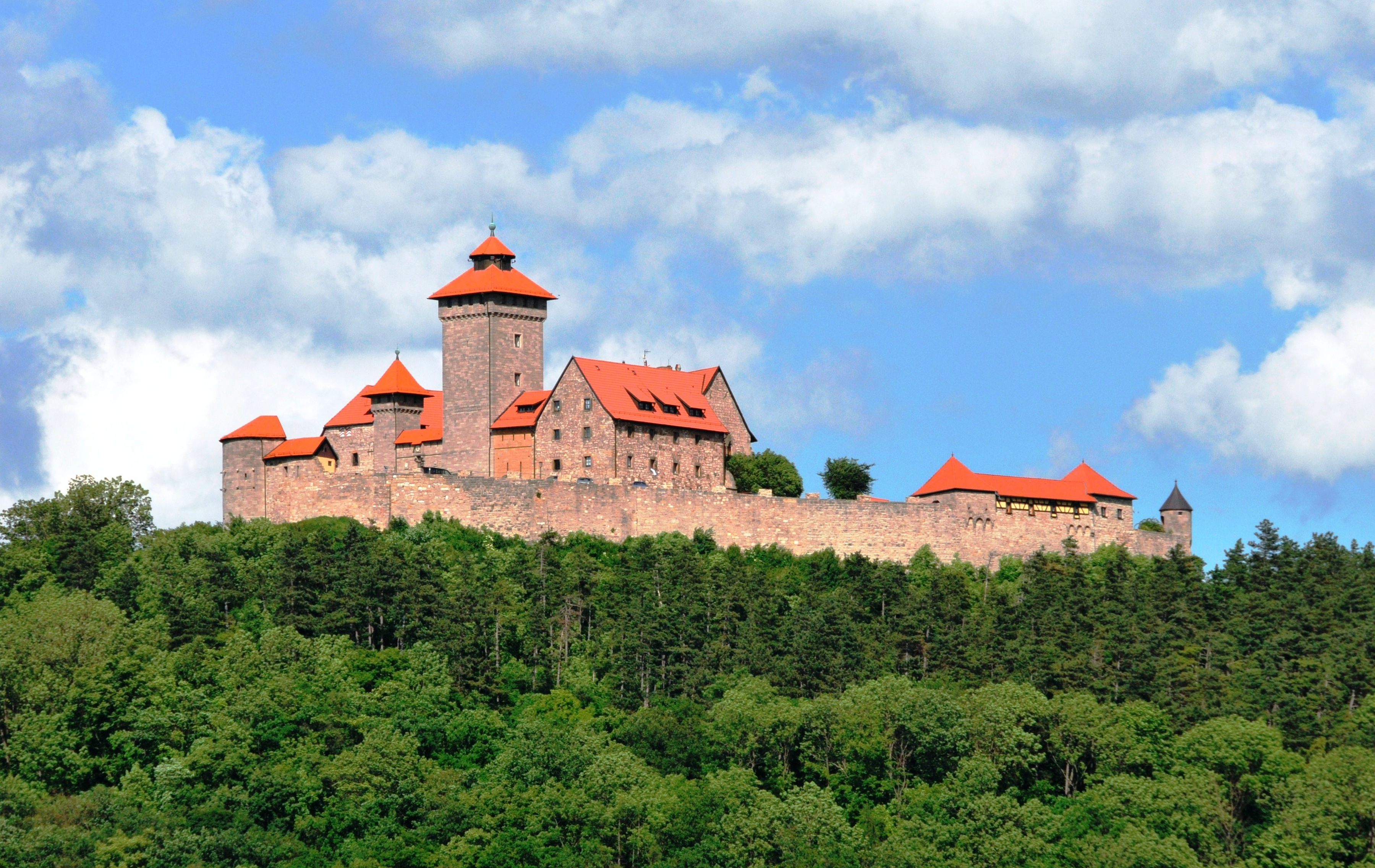
Die Wachsenburg an der A4 in Thüringen

In den einzelnen Interviewstrecken geht es um die Funktionsweise des Kunstbetriebs und um die Frage, wie man als Künstler erfolgreich sein und ein bleibendes Werk schaffen kann. Im Verlauf des Films entwickelt Niermann exemplarisch die Idee für ein epochales Kunstwerk:

„Was ich mir überlegt habe ist, ein wirklich großes Rätsel mir selbst zu stellen, und das ist, ein Kunstwerk zu schaffen, das Relevanz behält über das 21. Jahrhundert hinaus, so wie dann wahrscheinlich auch Michelangelos David noch da ist und Wertschätzung findet, auch von längst optimierten Menschen, viel, viel schlauer als wir, die das aber irgendwie als so eine primitive Kunstform ihrer Vorfahren noch wertschätzen können.“

Niermann entwickelt dann in der Folge die Idee einer Pyramide, die von oben beginnend aus einem mehrere hundert Meter hohen Berg oder Hügel herausgeschält werden soll, finanziert durch einen Sammler, der dann im Inneren der so entstandenen Pyramide begraben werden würde. Nach dem Tod des Sammlers soll aber das abgetragene Material wieder aufgeschüttet werden, die Pyramide mithin verschwinden. Die Reise endet auf der Wachsenburg in Thüringen, wo Niedling und Niermann dem Burgherrn ihre Idee unterbreiten und fragen, wie viel ein Sammler zahlen müsste, damit die Burg vorübergehend geschleift und danach die Pyramide wie geplant aus dem Berg herausgeschält werden könnte.

## Aufbau
Der Film beginnt mit einem Intro (Niermann nimmt ein Bad im Schlachtensee). Die darauf beginnenden Interviews sind zu vier größeren Kapiteln gruppiert:
I. Untersuchung
II. Werk
III. Inkubation
IV. Präsentation

## Screenings und DVD
Nach der Uraufführung wurde „The Future of Art“ vom 10. bis 28. November 2010 im Angermuseum in Erfurt gezeigt, parallel zu einer Ausstellung des Künstlers Erik Niedling („Status“). Seit dem 10. November 2010 wurden die einzelnen Interviews nach und nach auch auf dem von der Deutschen Telekom betriebenen Webserienportal 3min.de freigeschaltet, wo der Film bis zur Einstellung des Portals im Mai 2011 komplett abrufbar war. Im September 2011 sind bei Sternberg Press eine DVD und das Begleitbuch „The Future of Art. A Manual“ erschienen.